# Быков, Виталий Владимирович
Виталий Владимирович Быков (род. 5 февраля 1944) — советский хоккеист, нападающий. Мастер спорта СССР.

## Биография
Начал заниматься хоккеем в 12 лет. C 15 лет играл команду за «Льнокомбинат» (Казань) в первенстве РСФСР. 11 сезонов (1962/63 — 1972/73) провёл в СК им. Урицкого, в том числе сыграл 2 матча в высшей лиге в сезоне 1962/63. Играл в тройке с Валерием Данилиным и Владимиром Волковым.
После окончания карьеры до пенсии работал на заводе.